# Крістіан Розейра
Крістіан Розейра де Соужа Сілва або просто Крістіан (порт.-браз. Cristiane Rozeira de Souza Silva / Cristiane; нар. 15 травня 1985, Озаску, Бразилія) — бразильська футболістка, нападниця «Сантуса» та національної збірної Бразилії. У складі національної команди ставала срібною призеркою олімпійського футбольного турніру 2004 та 2008 років. Загалом взяла участь у п'яти чемпіонатах світу та чотирьох олімпійських турнірах.
На клубному рівні виступала за професіональні клуби Франції, Швеції, США, Росії та Південної Кореї, а також на батьківщині в Бразилії.

## Життєпис

### Ранні роки
Розпочала свою кар'єру в місцевих футбольних клубах «Сан-Бернарду» (з Сан-Бернарду-ду-Кампу) і «Клубе Атлетико Ювентус» (з Сан-Паулу). У віці 15 років дебютувала за жіночу молодіжну збірну Бразилії (WU-19), у складі якої брала участь у чемпіонаті світу серед жінок U-19 2002 року в Канаді та 2004 року в Таїланді; Бразилія посіла четверте місце в обох турнірах. У 2003 році Кріштіан відзначилася голом після виходу на заміну в поєдинку Південноамериканського кубку, на якому Бразилія успішно захистила чемпіонський титул. Вона також була частиною збірної на чемпіонаті світу 2003 року, виходячи на заміну в усіх чотирьох матчах Бразилії.

### Прорив
Міжнародний прорив для Крістіан відбувся на Олімпійському футбольному турнірі в Афінах 2004 року. Бразилія дійшла до фіналу, в якому програла Сполученим Штатам, але все ж досягла свого найбільшого на той час міжнародного успіху, виграла срібну олімпійську медаль. З п'ятьма голами разом із німкенею Біргіт Прінц стала найкращою бомбардиркою турніру.
У лютому 2005 року перейшла з «Атлетику Жувентус» до клубу німецької жіночої Бундесліги «Турбіне» (Потсдам). У сезоні 2005/06 років вона разом з потсдамським клубом виграла Бундеслігу та Кубок Німеччини, хоча її часто використовували з лави запасних, оскільки бразилійці було важко адаптуватися до фізичної гри в Німеччині. Наступного сезону перейшла до іншого клубу Бундесліги, «Вольфсбурга», за який відзначилася 7 голами протягом сезону 2006/07 років, але її проблеми з адаптацією до стилю гри в Німеччині продовжувалися. У серпні 2007 року не продовжила свій контракт з «Вольфсбургом» і повернулася до Бразилії, щоб виступати у нещодавно створеному жіночому кубку Бразилії.

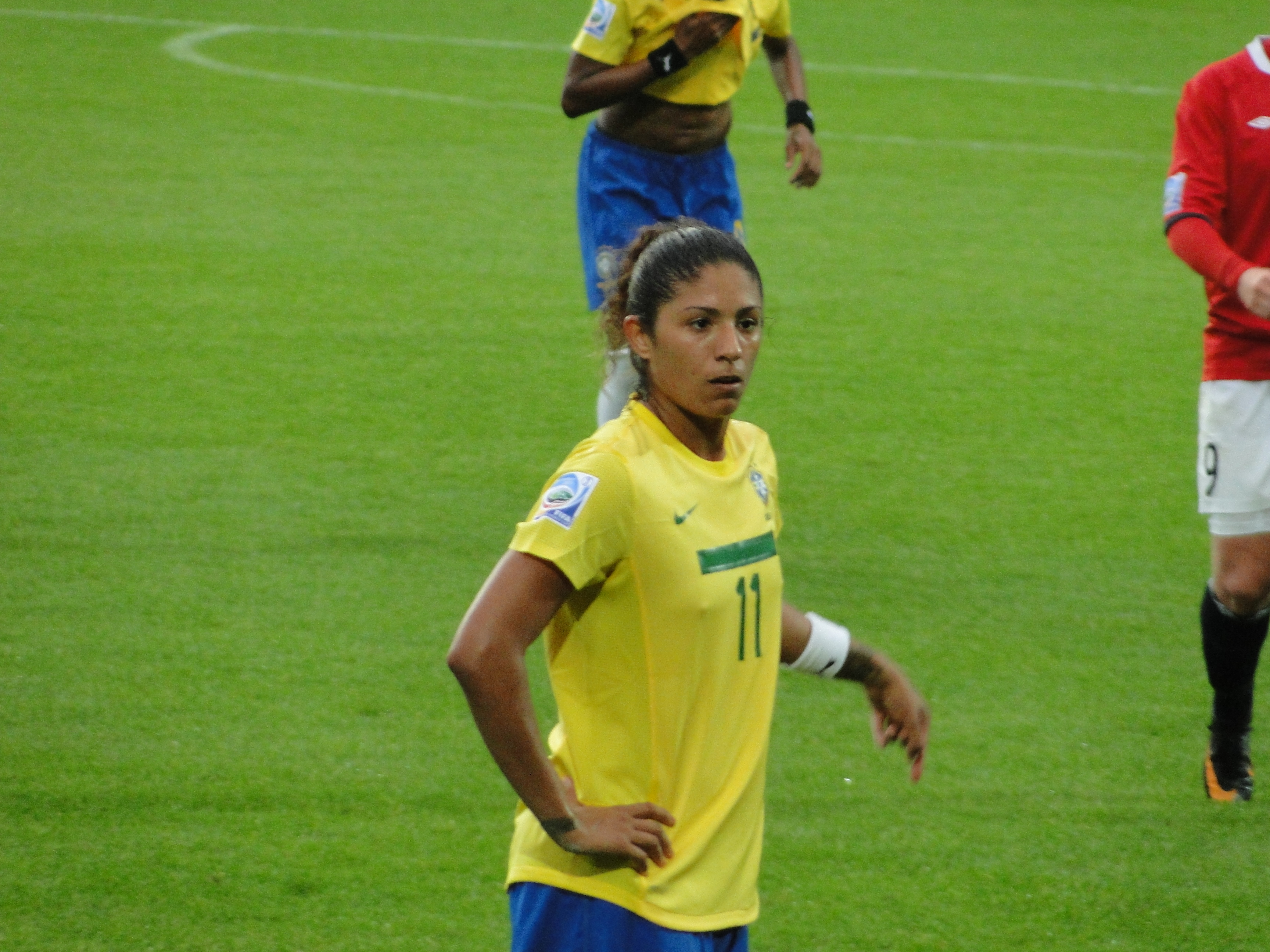
Крістіан на жіночому чемпіонаті світу з футболу 2011 року

Попри виступи збірної Бразилії в дещо ослабленому складі, стала найкращою бомбардиркою Південноамериканського кубку 2006 з 12 голами, але бразилійки посіли друге місце після Аргентини, вперше після чотирьох поспіль захистів титулу. У 2007 році відзначилася 8 голами на Панамериканських іграх, які приймала Бразилія. У фіналі збірна Бразилії перемогла молодіжну збірну США (WU-20) у присутності 68 000 вболівальників на стадіоні Маракана в Ріо-де-Жанейро.
На жіночому чемпіонаті світу 2007 року визнана третьою найкращою гравчинею турніру. Відзначилася 5 голами і стала другою найкращою бомбардиркою своєї команди, після партнерки по нападу Марти. У півфіналі турніру потрапила в зіткнення, яке призвело до спірної червоної картки Шеннон Боккс із Сполучених Штатів. Бразилія вперше вийшла у фінал жіночого чемпіонату світу з футболу, де поступилася чинним чемпіонам, збірній Німеччині. Посіла третє місце в змаганні на звання найкращої гравчині світу 2007 року за версією ФІФА.
У лютому 2008 року підписала п'ятимісячний контракт, до літніх Олімпійських ігор, зі клубом шведським Даммальсвенскану «Лінчепінг».
21 серпня 2008 року на Олімпійських іграх у Пекіні Крістіан була замінена в тому, що виглядало як повторення фіналу Олімпійських ігор 2004 року серед жінок у фіналі, де Бразилія знову програла збірній США у фіналі та здобула срібло. Після додаткового часу матч завершився з рахунком 1:0. На другій Олімпіаді поспіль вона відзначилася 5 голами і стала найкращою бомбардиркою турніру; на відміну від турніру 2004 року, Крістіан став найкращим бомбардиром.
28 серпня 2008 року Крістіане приєдналася до «Корінтіанса», щоб грати в Лізі Пауліста. 30 серпня 2008 року, під час свого дебюту як гравчиня «Корінтіанса», вона відзначилася першим голом за клуб й допомогла своїй команді перемогти «Сан-Хосе» з рахунком 3:1 у Лізі Паулісті.

### У Сполучених Штатах Америки
24 вересня 2008 року права на Крістіане у Жіночій професійній футбольній лізі (WPS) були придбані «Чикаго Ред Старз» на першому міжнародному драфті.